# Морозков, Владимир Николаевич
Владимир Николаевич Морозков (25 января 1947, Свердловск, РСФСР, СССР — 28 марта 2009, Баку, Азербайджан) — советский журналист, редактор, корреспондент, заслуженный журналист Азербайджанской Республики (2005).

## Биография
Родился 25 января 1947 года в городе Свердловске. Журналистике посвятил свыше 40 лет.
После окончания восьмого класса 47-й бакинской школы, в 1962 году поступил в Бакинский нефтяной техникум, который окончил в 1966 году, получил специальность техника-электромеханика.
В 1967-1973 годах учился на заочном отделении Азгосуниверситета, защитил диплом, получил профессию «Журналист».
С апреля по июль 1968 года работал на киностудии «Азербайджанфильм».
До марта 1969 года являлся литсотрудником газеты «Металлург» в Сумгаите.
С августа 1969 по ноябрь 1971 года аналогичную должность занимал в редакции газеты «На страже» Бакинского округа ПВО.
В 1971-1987 годах (с перерывом на службу в армии – ноябрь 1973 - ноябрь 1974 г.) работал в информационном агентстве Азербайджана (Аз.ТАГ-Азеринформ) корреспондентом, редактором отдела, заведующим отделом, главным редактором редакции информации для союзной,зарубежной и республиканской печати.
С марта 1987 года по сентябрь 1991 года занимал должность помощника 1-го секретаря ЦК КП Азербайджана.
С сентября 1991 года работает заместителем главного редактора газеты «Бакинский рабочий».
С июня 2003 года исполнял обязанности главного редактора.

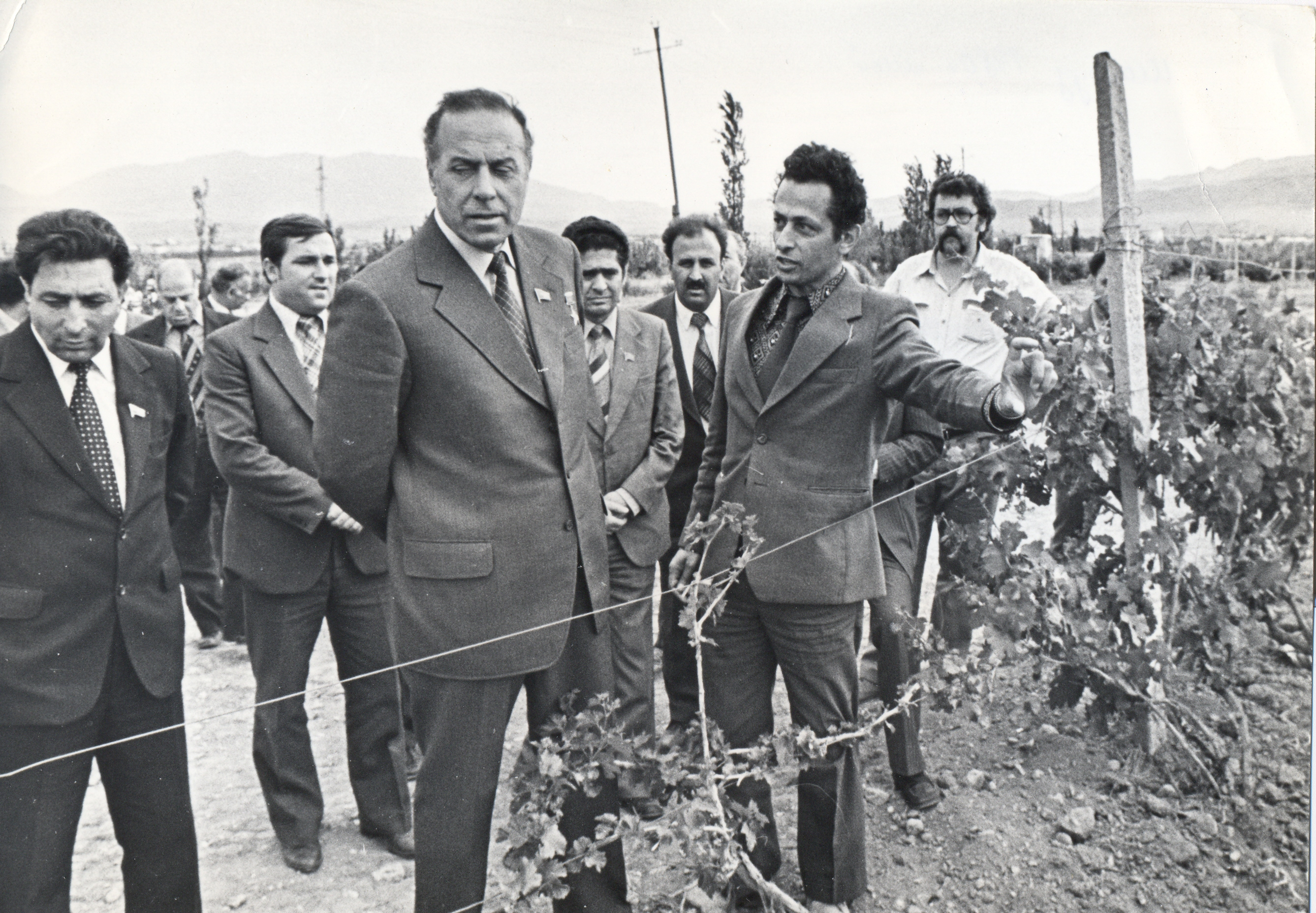
Гейдар Алиев в Нахичеване. Крайний справа — Владимир Морозков

## Награды
По случаю 130-летия Азербайджанской национальной печати (2005 год), за заслуги в развитии журналистики Президент Азербайджанской Республики, Президент Азербайджанской Республики Ильхам Алиев, присвоил почетное звания «Заслуженный журналист Азербайджанской Республики».